# سيادونتشا
بلدية سيادونتشا (بالإسبانية: Ciadoncha)‏, هي إحدى بلديات مقاطعة برغش, التي تقع في منطقة قشتالة وليون, والتي تقع في شمال غرب إسبانيا.
يبلغ عدد سكانها 116 نسمة وفقاً لإحصائية سنة (2002).